# Pseudonaevia
Pseudonaevia — рід грибів родини Dermateaceae. Назва вперше опублікована 1993 року.

## Класифікація
Згідно з базою MycoBank до роду Pseudonaevia відносять 2 офіційно визнаних види:
- Pseudonaevia caricina
- Pseudonaevia epilobii